# Ivan Marin Gundulić
Ivan Marin Gundulić (* 1507 in Dubrovnik; † 1586 ebenda) war ein kroatischer Diplomat, Politiker und Humanist der mehrmals Rektor der Stadt Dubrovnik war.

## Leben
Ivan Marin Gundulić wurde als Sohn der Adelsfamilie Gundulić in Dubrovnik geboren. Er verbrachte mehrere Jahre mit seinem Bruder Benedikt Gundulić in Ancona. Damals lernte er in Italien den Humanisten Ambrosius Nicolath, den Humanisten und Philosophen Piero Vettori und den portugiesischen Arzt Amatus Lusitanus kennen. Für Amatus fungierte er als Vermittler für die Aufnahme als Arzt in den Dienst von Dubrovnik, in dem der Portugiese im Jahr 1556 für zwei Jahre die Stelle als Stadtarzt wahrnahm. Darüber hinaus war Gundulić mit dem Erzbischof von Dubrovnik Ludovico Beccadelli befreundet.
Er bekleidete im 16. Jahrhundert verschiedene politische und diplomatische Ämter für die damalige Republik Ragusa und im Jahr 1527 wurde er Mitglied des Großen Rates. In den Jahren zwischen 1549 und 1582 war er ebenfalls mehrmals Mitglied des Großen Senats und zwischen 1550 und 1586 auch Mitglied des Kleinen Rates von Ragusa. Im Jahr 1556 hielt er sich als Gesandter von Dubrovnik in Rom und Neapel auf, anlässlich der Inthronisierung des Herzogs von Alba, dem damaligen Regenten von König Philipp II., um Bestätigungen früherer Verträge und das Recht zu erhalten, Gerste und Ackerbohnen nach Dubrovnik zu exportieren.
Von 1551 bis 1584 wurde er zehnmal zum Rektor der Stadtrepublik Ragusa gewählt. Außerdem wurde er wiederholt in das Amt des Provveditore der Republik Venedig gewählt und war im Aufsichtsrat, mit der Funktion der Überwachung und Einhaltung der Gesetze sowie die Aufsicht über den Fürsten und den Senat, betraut.